# Landschaftsschutzgebiet Tiefes Tal/Langesberg/Höinger Berg
Das Landschaftsschutzgebiet Tiefes Tal/Langesberg/Höinger Berg mit 346 ha Flächengröße liegt in der Gemeinde Ense im Kreis Soest. Das Gebiet wurde 2006 mit dem Landschaftsplan V Ense-Wickede durch den Kreistag als Landschaftsschutzgebiet (LSG) ausgewiesen. Der LSG liegt südlich von Niederense und Höingen. Das LSG geht bis an den Siedlungsrand. Im Westen grenzt das Landschaftsschutzgebiet Füchtener Heide/Fürstenberg an. Im Osten grenzt das Naturschutzgebiet Enser See an und trennt das LSG vom Landschaftsschutzgebiet Möhnetal. Im Süden geht das LSG bis zur Kreisgrenze. Im Hochsauerlandkreis grenzt das Landschaftsschutzgebiet Möhneaue an.

## Beschreibung
Das LSG umfasst im Westen und im Osten zum Möhnetal hin bewaldete Bereiche. Sonst befinden sich Grünlandflächen und Äcker im Gebiet.

## Schutzzweck
Die Ausweisung erfolgte wie bei anderen LSGs im Landschaftsplangebiet zur Erhaltung oder Wiederherstellung der Leistungsfähigkeit des Naturhaushaltes; wegen der Vielfalt, Eigenart oder Schönheit des Landschaftsbildes oder wegen ihrer besonderen Bedeutung für die Erholung.

## Rechtliche Vorschriften
Wie in den anderen Landschaftsschutzgebieten im Landschaftsplangebiet besteht im LSG ein Verbot, Bauwerke zu errichten. Die Untere Naturschutzbehörde kann Ausnahme-Genehmigungen für Bauten aller Art erteilen. Wie in den anderen Landschaftsschutzgebieten besteht im LSG ein Verbot, Weihnachtsbaum-, Schmuckreisig- und Baumschul-Kulturen anzulegen. Es ist z. B. auch verboten, Bäume, Sträucher, Hecken, Feld- oder Ufergehölze zu beseitigen oder zu schädigen.